# Халил, Зейнал
Зейнал Халил (азерб. Zeynal Xəlil, настоящее имя — Зейнал Рза оглы Халилов; 23 марта 1914, Елизаветполь — 11 августа 1973, Баку) — советский азербайджанский поэт и драматург, заслуженный деятель искусств Азербайджанской ССР (1964). Кавалер ордена «Знак Почёта».

## Биография
Родился 23 марта 1914 года в губернском городе Елизаветполь (ныне Гянджа, Азербайджан) в семье ремесленника. Рано потерял отца, рос на попечении старших братьев. Окончил сначала семилетнюю школу, а потом и профессиональную школу. В 1932 году поступил на факультет языка и литературы Азербайджанского государственного педагогического института, который окончил в 1936 году.

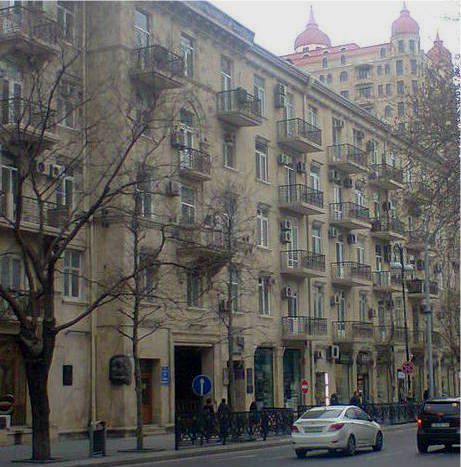
Дом в Баку, где жил Зейнал Халил

Первое произведение под названием «Новое село» написал в годы учебы в Азербайджанском государственном педагогическом институте. С этих же годов стихотворения Зейнала Халила стали печататься в крупных изданиях Советского Азербайджана — газетах «Гяндж ишчи» (ныне — «Республика гянджлары»), «Адабият газети». 
В 1936 году издательством «Азернешр» издана первая книга с произведениями поэта под названием «Истек» (с азерб. — «желание»); издание показало появление нового поэта со своей манерой и своими чертами творчества. Зейнал Халил постоянно был в поисках новых образов и вдохновения, за чем последовало написание многочисленных произведений, обладавших своими уникальными чертами. Большой интерес у читателей вызвали книги с поэмами «Грабёж» (1936), «Меч» (1940). Поэма «Меч» отображает борьбу сельских комсомольцев за коллективизацию, а последовавшая за ней в 1941 году поэма «Катыр Мамед» посвящена народному герою времен Гражданской войны Мамеду Мамедову. 

Мемориальная доска в городе Баку

В годы Великой Отечественной войны Зейнал Халил посвятил героизму советского народа в борьбе с фашизмом ряд своих произведений — из них поэма «Татьяна», посвященная Зое Космодемьянской, стихотворения «Седлайте коней», «416», «Завещание военного». В послевоенные годы направление творчества поэта изменяется, и он посвящает все больше своих произведений быту и будням азербайджанского села, трудящимся Советского Азербайджана, пишет лирические стихотворения. В сборник «Два мира» (1952) вошли произведения Зейнала Халила о Советском Азербайджане и о жизни Турции. В романе в стихах «Звёзды» (1961) поэт изобразил жизнь азербайджанской деревни в годы Великой Отечественной войны.
Автор ряда пьес, поставленных на сценах театров Азербайджана, в 1974 году на основе пьесы «Катыр Мамед» (1945) на киностудии «Азербайджанфильм» снят фильм «Мститель из Гянджабасара» режиссёра Расима Оджагова. Перевёл на азербайджанский язык произведения Павла Антокольского, Расула Гамзатова, Давида Гурамишвили, Шандора Петёфи, Гафур Гуляма и др.

## Награды
- Заслуженный деятель искусств Азербайджанской ССР (1964)
- Орден Знак Почёта

## Память
- На стене дома в Баку, в котором жил Зейнал Халил, установлена мемориальная доска.
- Именем Зейнала Халила названа одна из улиц в Баку[1].